# Mount Nicholson
Der Mount Nicholson liegt im Südosten von Queensland im Mount Nicholson State Forest in Australien. Der Berg mit einer Höhe von 770 Metern über dem Meeresspiegel ist etwa 93 Kilometer von Woorabinda und 105 Kilometer von Theodore entfernt. Er ist eine der höchsten, wenn nicht sogar die höchste Erhebung in der Expedition Range und ragt über 400 Meter aus der umgebenden Ebene hervor.

## Name
Den Mount Nicholson entdeckte und benannte der preußische Entdecker Ludwig Leichhardt auf seiner ersten Australienexpedition in den Jahren 1844 bis 1845 am 27. November 1844. Er benannte ihn nach dem späteren ersten Sprecher des Legislative Council of Queensland Sir Charles Nicholson und ersten Kanzler der Universität Sydney, der ihn in Sydney gefördert hatte.

## Erreichbarkeit
Vom 25 Kilometer entfernten Dawson Highway kann über unasphaltierte Wege bis an den Fuß des Mount Nicholson gefahren werden.